# Tomatazos
Tomatazos es un medio dedicado a la revisión, información y noticias de películas. El nombre deriva de la costumbre de la época del vodevil de lanzar tomates a los actores si la representación no era del gusto del público. Este sitio web tiene diferentes formas para resumir las opiniones críticas generales sobre estos trabajos.

## Lanzamiento
El 6 de abril de 2015 el equipo de Busca Corp, lanzó oficialmente Tomatazos.com, sitio web para leer reseñas y críticas sobre películas y series de televisión en algunos países de América Latina. El sitio inició su carrera en alianza con su homólogo y antecedente en ejercicio periodístico: Rotten Tomatoes, con la finalidad de sumar fuerzas para incrementar el impacto de ambos medios dentro de la comunidad hispanoparlante en línea.
Fue lanzado con el fin de atraer nuevo público. El primer paso del portal fue México. Actualmente, Tomatazos se ha colocado exitosamente, desde 2017, poco después de optar por ejercer su tarea como medio sin la alianza con su homólogo estadounidense, en mercados como Chile, Colombia y Venezuela, para después abarcar al resto de países.
Con respecto al oficial lanzamiento del sitio, Matt Atchity, quien fuera editor en jefe de Rotten Tomatoes, el aliado estratégico durante su lanzamiento, dijo:
| La comunidad cinematográfica en Latinoamérica es muy amplia, los cineastas y aficionados forman gran parte de ella a nivel mundial. Este contrato con Busca Corp. es la mejor manera para acercarnos a los nuevos aficionados. Estamos emocionados por fortalecer la relación de Tomatazos con críticos de cine de Latinoamérica y así agregar nuevas voces al Tomatómetro. —Matt Atchity, editor en jefe de Rotten Tomatoes, acerca del lanzamiento de Tomatazos. |

Rotten Tomatoes, que hoy continúa su labor incluso separado de Tomatazos, es un antecedente y punto de referencia para sitios como MetaCritic, IMDb, SensaCine y Tomatazos en tanto agregadores de críticas de cine. Desde su creación en agosto de 1998, miles de críticos certificados y público en general acuden a la página en inglés para reseñar películas y series modernas, nutriendo así al famoso Tomatometer, el cual califica el nivel de calidad de las películas.
Durante una entrevista Germán Gálvez dijo:
| Rotten Tomatoes ya es líder mundial de reseñas y recomendaciones de entretenimiento. El único problema es que casi todo el contenido que se analizaba eran películas y series en habla inglesa. Vimos que faltaban películas en español, hispanas y en nuestro caso, todas las mexicanas. Por eso lanzamos el sitio, con la idea de impulsar y darle voz a las nuevas alternativas del cine latinoamericano —Germán Gálvez, director comercial de Busca Corp. |

En una entrevista telefónica desde Tijuana, Ramón Toledo dijo:
| La parte más importante de esta alianza es que las películas mexicanas y latinoamericanas van a aparecer no sólo en Tomatazos en español sino en Rotten Tomatoes en inglés —Ramón Toledo, director general de la empresa de desarrolladores Busca Corp. |

## Funcionamiento de la crítica en la web

### Tomatómetro
La calificación del Tomatómetro (Tomatometer), está basada en las opiniones publicadas de los cientos de críticos de cine y televisión , es una medición confiable de la calidad de cine y programación de televisión para los millones de personas que acuden al cine. La calificación del Tomatómetro representa el porcentaje de las reseñas positivas de críticos profesionales, para una película o serie de televisión.
En los días de los teatros abiertos, cuando una obra era particularmente espantosa, la audiencia expresaba su disgusto no solo por medio de abucheos y silbando al escenario, sino arrojando lo que tuviera a la mano, incluyendo vegetales y frutas. Una buena crítica está representada con un tomate rojo y fresco. Para que una película o serie de televisión reciba una calificación de “Fresca”, la lectura del Tomatómetro para esa película debe de ser por lo menos un 60%. Una mala crítica está representada por un tomate verde aplastado (59% o menos).
Para recibir la calificación de “Certified Fresh” la película deberá de tener una calificación en el Tomatómetro de 75% o mayor, y por lo menos 40 críticas de los críticos del Tomatómetro (incluyendo al top 5 de Críticos). Una serie de televisión deberá de tener una calificación de 75% o mayor y 20 o más críticas de los críticos del Tomatómetro (incluyendo al top 5 de Críticos).